# 구성주의 브라지라
구성주의 브라지라 또는 구세주의 브라지라(일본어: 救星主のブラジラ 큐세이슈노 부라지라[*], 영어: Burajira of the Messiah)는 일본 토에이의 34번째 슈퍼 전대 시리즈 천장전대 고세이저에 등장하는 마지막 적대 세력이자 이번 시리즈의 최종 보스이다. 브라지라는  과거의 호성천사(일본어: 元護星天使 모토노 고세이텐시[*])로, 다크 헤더(일본어: ダークヘッダー 다쿠 헷다[*])를 사용하여 자신의 군단을 만들어낸다. 자신의 시익 천장술 카모미라주를 사용하여 우주학멸군단 워스타, 지구희옥집단 유마수, 기계어오제국 마트린티스의 "브레드런"으로 활동해왔다. 마트린티스에 의해 사이보그로 개조될 때 기억을 빼앗겼으나, 메탈 앨리스의 도움으로 기억을 되찾는다. 이름 '브라지라'는 영화 브라질(영어: Brazil, 일본어: 未来世紀ブラジル 미라이세이키 부라지루[*])에서 유래하였다. 브라지라의 목소리는 토비타 노부오가 연기했다.

## 다크 헤더 괴수
브라지라는 다크 헤더를 사용하여 사악한 괴수들을 만들어낸다.
- 오르타우로스 헤더의 나모노가타리(일본어: オルトウロスヘッダーのナモノ・ガタリ 오루토우로스 헷다노 나모노가타리[*])

두 개의 머리를 가진 괴수로 인격도 두 개이다. 브라지라에 의해 창조되어 초진화를 거친, 사악한 의지만으로 행동하는 다크 헤더이다. 빠른 재생 능력을 가지고 있다. 오른쪽 반신은 침착하고 냉정한 성격의 "나모노", 왼쪽의 반신은 호방한 성격의 "가타리"이다. 나모노가타리의 이름은 영화 나니아 연대기(영어: The Chronicles of Narnia, 일본어: ナルニア国物語 나루니아코쿠 모노가타리[*])에서 유래하였다. 오르토스와 미노타우로스의 모습이 섞여있다. 나모노가타리의 목소리는 이마무라 타카히로(일본어: 今村 卓博)와 츠쿠이 쿄세이(일본어: 津久井 教生)가 연기하였다.
- 유니베로스 헤더의 바리보루다라(일본어: ユニベロスヘッダーのバリ・ボル・ダラ 유니베로스 헷다노 바리보루다라[*])

브라지라에 의해 창조되어 초진화를 거친, 사악한 의지만으로 행동하는 다크 헤더이다. 세 개의 머리를 가지고 있다. 바리보루다라의 이름은 영화 해리포터(영어: Harry Potter, 일본어: ハリー・ポッター 하리폿타[*])에서 유래하였다. 유니콘과 케르베로스의 모습이 섞여있다.
- 히드라판 헤더의 로오자리(일본어: ヒドラパーンヘッダーのロー・オ・ザー・リ 히도라판 헷다노 로오자리[*])

브라지라에 의해 창조되어 초진화를 거친, 사악한 의지만으로 행동하는 다크 헤더이다. 머리를 무수히 가지는 히드라와 양인 판의, 2개의 상상상의 짐승을 모티프로 만들어져 있으며, 무기로서 드릴의 특성이 혼합되고 있다.압도적인 공격력을 가진다.드릴화한 전신의 모퉁이를 고속 회전시키면서 적에게 돌진한다.한층 더 회전수를 극한까지 올려, 그 충격파를 빔과 같이 발사하는 것도 가능하다. 로오자리의 이름은 영화 반지의 제왕(영어: The Lord of the ring), (일본어: ロード・オブ・ザ・リング 로도 오브 자 링그[*])에서 유래하였다.